# Caloptilia roscipennella
Caloptilia roscipennella är en fjärilsart som först beskrevs av Jacob Hübner 1796.  Caloptilia roscipennella ingår i släktet Caloptilia och familjen styltmalar.
Artens utbredningsområde är:
- Afghanistan.
- Österrike.
- Belgien.
- Luxemburg.
- Litauen.
- Bulgarien.
- Cypern.
- Tjeckien.
- Slovakien.
- Frankrike.
- Tyskland.
- Grekland.
- Ungern.
- Iran.
- Italien.
- Kazakstan.
- Nederländerna.
- Polen.
- Portugal.
- Rumänien.
- Spanien.
- Schweiz.
- Turkiet.
- Moldavien.
- Ukraina.
- Uzbekistan.
- Kroatien.

Inga underarter finns listade i Catalogue of Life.

## Bildgalleri

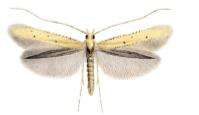